# Portal Tomb von Straleel North

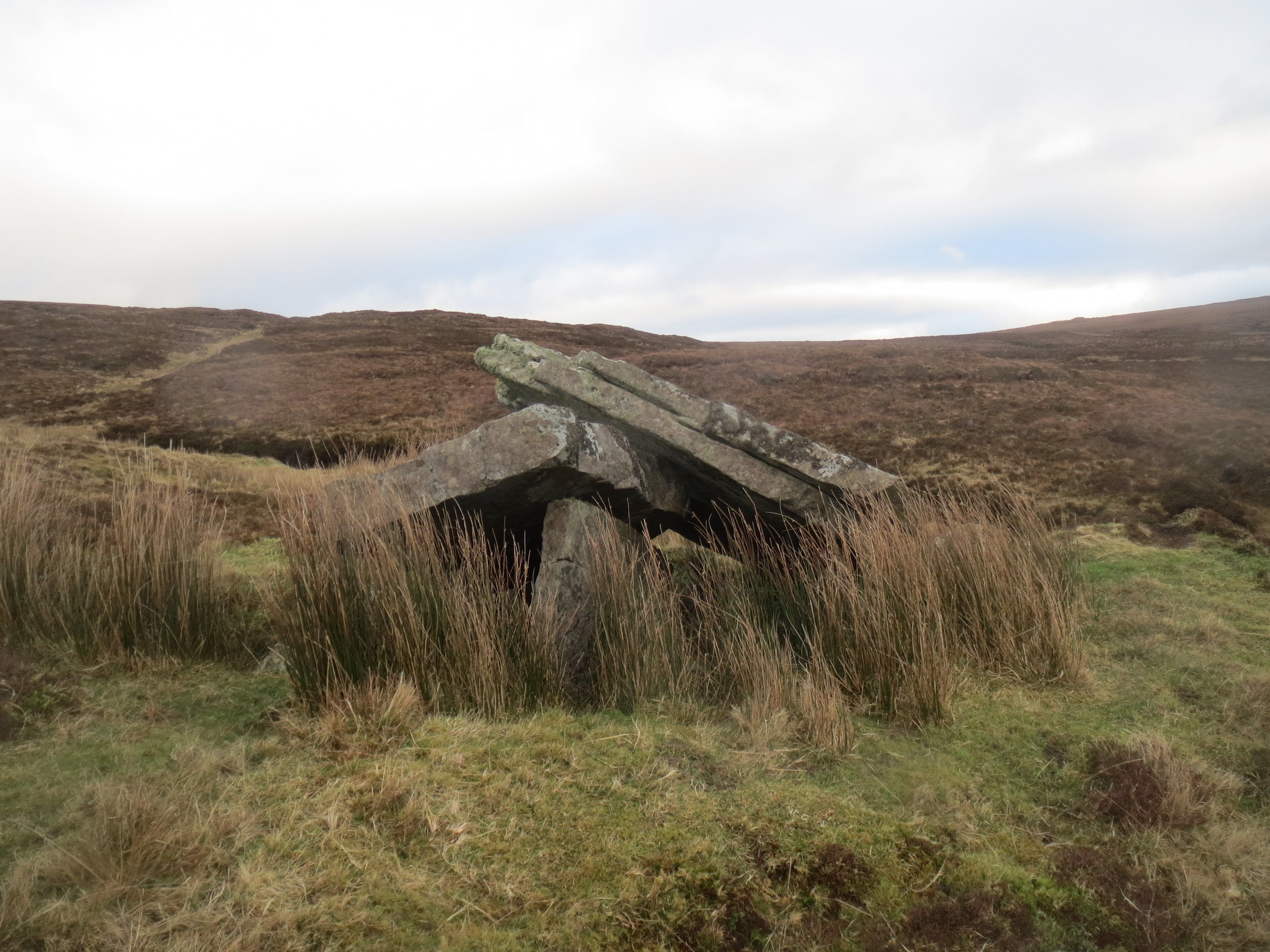
Portal Tomb von Straleel North

Das Portal Tomb von Straleel North (auch als Dermot and Grania’s Bed, irisch Leaba Dhiarmada agus Ghráinne bezeichnet) im Townland Straleel North (irisch Srath Laoill Thuaidh) im County Donegal in Irland ist ein stärker beschädigtes Portal Tomb. Es steht auf dem Moor östlich von Glencolumbkille, inmitten von Felsgestein auf einer Ebene über dem Tal des Flusses Sruhanstraleel. Als Portal Tombs werden auf den Britischen Inseln Megalithanlagen bezeichnet, bei denen zwei gleich hohe, aufrecht stehende Steine mit einem Türstein dazwischen, die Vorderseite einer Kammer bilden, die mit einem zum Teil gewaltigen Deckstein bedeckt ist.
Es besteht aus einer kleinen, nach Osten öffnenden, trapezoiden Kammer von etwa 2,0 m Länge und 0,6 auf 0,8 m Breite. Der grasbewachsene, leicht ovale Hügel, der die Struktur umgibt, misst etwa 9,5 × 9,0 m und ist 0,3 m hoch. Drei Orthostaten der Kammer sind erhalten. Ein Portalstein und ein Seitenstein bilden die Nordseite. Der Portalstein hat sich gespalten und wahrscheinlich wurde ein Stück seiner Spitze abgebrochen. Der Seitenstein ist einwärts geneigt. Ein dritter Orthostat, gegenüber dem Seitenstein, bildet die Südseite der Kammer. Ein kleinerer Deckstein liegt auf den beiden Seitensteinen. Der Hauptdeckstein ist eine große Platte, die über der Vorderseite der Kammer liegt. Sein vorderes Ende liegt auf dem Boden und sein hinteres wird von dem kleineren Deckstein und dem Portalstein gestützt. Der Portalstein ist innen etwa 1,0 m lang und war intakt 0,4 m dick. Der Seitenstein ist 0,9 m lang, 0,2 m dick und wäre aufrecht 0,6 m hoch. Der südliche Seitenstein ist 0,9 m hoch. Der kleine Deckstein misst 1,4 × 1,35 m und ist 0,3 m dick. Der große Deckstein ist 2,5 m lang, verjüngt sich von 2,1 m im Westen auf 1,3 m im Osten und ist 0,3 m dick.
Thomas Fagan besuchte das Denkmal im Jahre 1847 und es scheint damals bereits in seinen gegenwärtigen Zustand gewesen zu sein.